# Buzzcocks
Buzzcocks este o formație punk din Anglia formată în Manchester în 1975, condusă în majoritatea timpului de vocalistul și chitaristul Pete Shelley (pe numele său adevărat Peter McNeish).

## Membrii actuali
- Pete Shelley (vocalist, chitarist)
- Steve Diggle (chitarist, vocalist)
- Tony Barber (basist)
- Danny Farrant (tobe)

## Foști membri
- Phil Barker
- Howard Devoto
- Steve Garvey
- Mike Joyce
- John Maher
- Garth Smith

## Discografie

### Albume

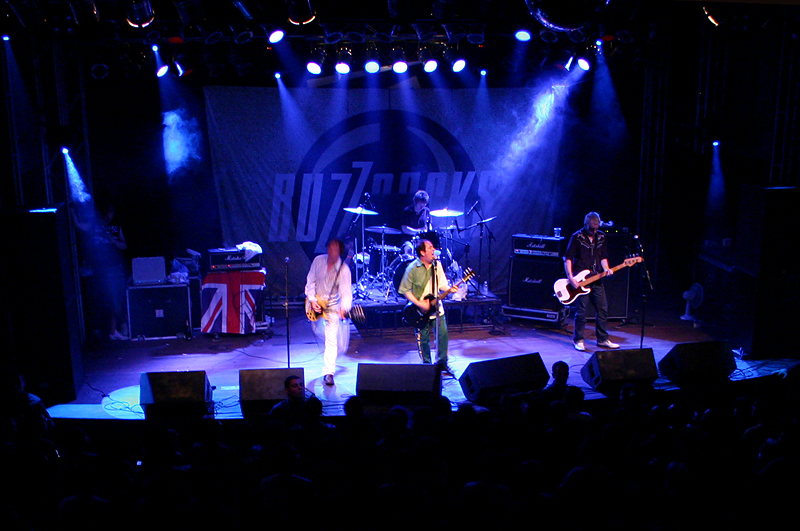
Buzzcocks în Porto Alegre (Brazilia).

- Another Music in a Different Kitchen (1978)
- Love Bites (1978)
- A Different Kind of Tension (1979)
- Entertaining Friends (1992) - live at the Hammersmith Odeon, March 1979
- Live At The Roxy Club April ’77 (1993)
- Trade Test Transmissions (1993)
- All Set (1996)
- Modern (1999)
- Buzzcocks (2003)
- Flat-Pack Philosophy (2006)
- Love It's A Thing (2007)

### Compilații
- Singles Going Steady (1979)

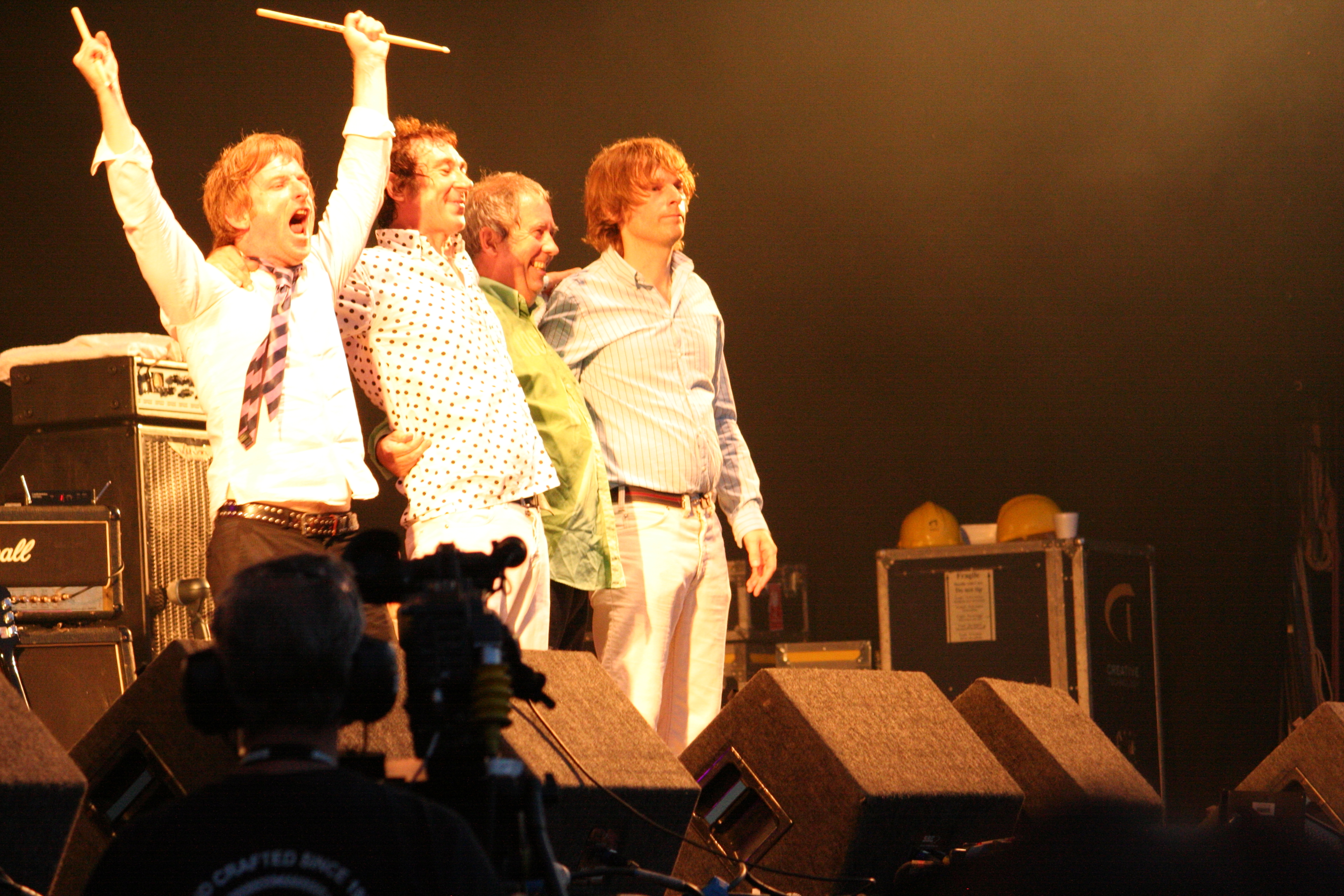
Buzzcocks în 2009

- Product (1989) - three-CD set containing Another Music in a Different Kitchen, Love Bites, A Different Kind of Tension, Singles Going Steady and additional material.
- Operator's Manual: Buzzcocks Best (1991)
- I Don't Mind The Buzzcocks (1999)
- Ever Fallen in Love? Buzzcocks Finest (2002)
- Inventory (2003)
- The Complete Singles Anthology (2004)

### Discuri single
- "Spiral Scratch EP" - 1976
- "Time's Up EP" - 1976

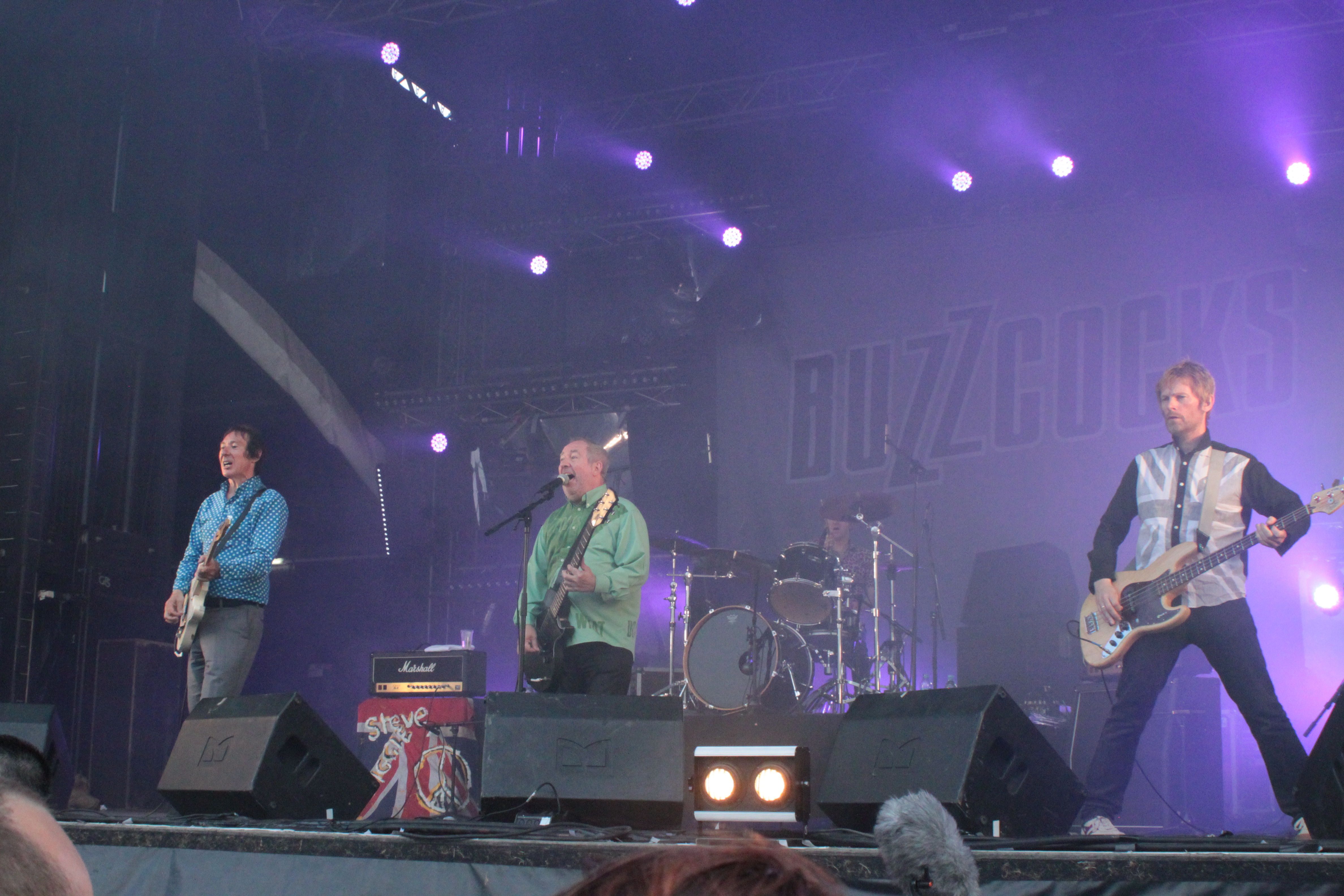
De la stânga la dreapta: Steve Diggle, Pete Shelley, John Maher, Chris Remmington (Hellfest 2013)

- "Orgasm Addict" - (7 October 1977)
- "What Do I Get" - (3 February 1978) #37 UK
- "I Don't Mind" - (14 April 1978) #55 UK
- "Love You More" - (30 June 1978) #34 UK
- "Ever Fallen in Love?" - (8 September 1978) #12 UK
- "Promises" - (17 November 1978) #20 UK
- "Everybody's Happy Nowadays" - (2 March 1979) #29 UK
- "Harmony in My Head" - (13 July 1979) #32 UK
- "Time's Up EP" - (August 1979) #31 UK (Reissue)
- "You Say You Don't Love Me" - 1979
- "I Believe" - 1980
- "Are Everything - Part 1" - 1980 #61 UK
- "Strange Thing - Part 2" - 1980
- "Running Free - Part 3" - 1980
- "Wish I Never Loved You" - 2006
- "Sell You Everything" - 2006
- "Reconciliation" - 2007

## Legături extern
- Site oficial
- Discografia Buzzcocks și Pete Shelley Arhivat în 7 martie 2005, la Wayback Machine.
- Biografia formației pe allmusic.com
- Pagina lui John Maher Arhivat în 30 aprilie 2012, la Wayback Machine.
- The Buzzcocks Arhivat în 4 februarie 2012, la Wayback Machine.

1. ↑   http://www.acclaimedmusic.net/song/S628.htm Lipsește sau este vid: |title= (ajutor)